# ایان نلسون (بازیگر، زاده ۱۹۸۲)
ایان نلسون (انگلیسی: Ian Nelson؛ زادهٔ ۵ سپتامبر ۱۹۸۲) هنرپیشه اهل ایالات متحده آمریکا است.